# Brais González Pérez
Brais González Pérez, nascut a Salceda de Caselas el 13 de juliol de 1988, és un escriptor i polític gallec.

## Trajectòria
Va estudiar Dret a la Universitat de Santiago de Compostel·la. És membre de grups com Redes Escarlata, l'Associació d'Escriptors en Llengua Gallega o l'Associació d'Amistat Gallec-Cubana Francisco Villamil. També va ser el secretari de l'organització Adiante fins a l'any 2011.

## Obres

### Poesia
- Sangue sobre silenzo, 2004, edició de l'autor.

### Obres col·lectives
- XVIII Festival de Poesia do Condado, 2004, S. C. D. Comarca.
- Isto é un poema e hai xente detrás, 2007, Espiral Maior.
- Letras novas, 2008, Associació d'Escriptors en Llengua Gallega.
- VI Certame literario do Concello de Ames, 2009, Concello de Ames.

## Premis
- Premi Ourense per a la Joventut.
- Premi Ánxel Casal.
- Tercer premi GZ Crea de Poesía de 2006, per Heraldos das escuras horas.
- Premio Xuventude Crea de Poesía en 2014.